# 베르니나산맥

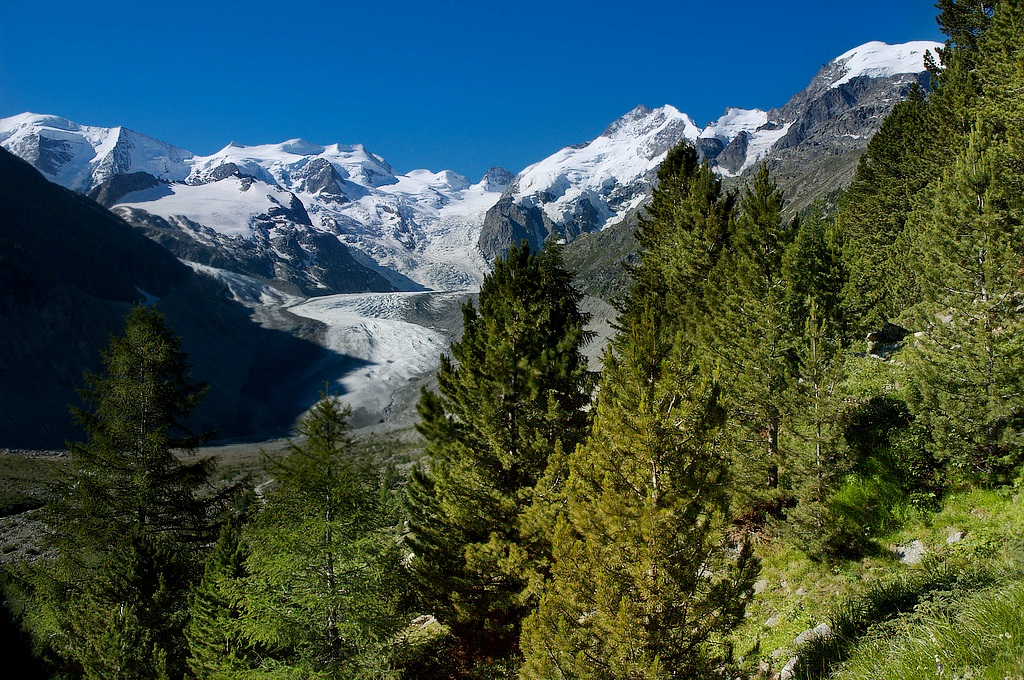
베르니나산맥

베르니나산맥(Bernina Range)은 알프스산맥에 위치한 산맥으로 스위스 동부, 이탈리아 북부에 걸쳐 있다. 중동알프스산맥을 형성하는 산맥 가운데 하나이다. 산맥에서 가장 높은 봉우리는 스위스에 위치한 피츠베르니나산(Piz Bernina)으로 높이는 4,049m이다.

## 같이 보기
- 스위스 알프스
- Swisstopo